# بورجا گومز
بورجا گومز (انگلیسی: Borja Gómez؛ زادهٔ ۱۴ مهٔ ۱۹۸۸) بازیکن فوتبال اهل اسپانیا است که در پست دفاع وسط بازی می‌کرد.
از باشگاه‌هایی که در آن بازی کرده است می‌توان به باشگاه فوتبال هرکولس، باشگاه فوتبال لوگو، باشگاه فوتبال رایو وایکانو، باشگاه فوتبال رئال مادرید، باشگاه فوتبال رئال مورسیا، باشگاه فوتبال رئال اویدو، باشگاه فوتبال آلکورکون، باشگاه فوتبال گرانادا، و باشگاه فوتبال کارپاتی لویو اشاره کرد.